# Vapor Perú

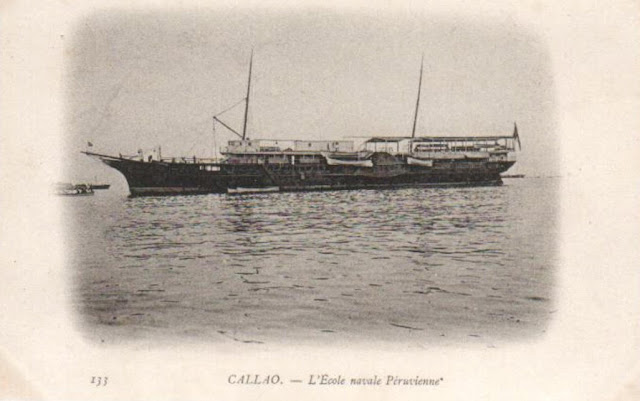
En la foto el pontón Perú como buque escuela en 1903, esta foto permite apreciar que este buque era un vapor de ruedas.

El Vapor Perú fue uno de los primeros buques que adquirió la Marina de Guerra del Perú después de la Guerra del Pacífico.

## Adquisición
Fue comprado a la Pacific Steam Navigation Company para la Marina de Guerra del Perú por el Gobierno del presidente Iglesias en 1885 y rebautizado con el nombre de Perú.

## Historia
Fue un vapor de ruedas destinado al transporte de carga y pasajeros construido bajo el nombre de Santiago para la Pacific Steam Navigation Company en 1871, fue botado en 1872 y fue puesto en servicio a partir de ese mismo año, luego de casi 13 años de servicio fue vendido al Perú en 1885.
El 22 de marzo de 1887, este buque y el vapor Santa Rosa, fueron entregados a la empresa Enrique Berninzon & Co. para su administración y operación; sin embargo, pocos meses después, en enero de 1888 retornaron al control de la Armada. En ese mismo año, la planta propulsora del Perú fue desmontada de a bordo y vendida, por lo que el buque quedó convertido en pontón.

### Funcionamiento como Escuela Naval
Hallándose en estas condiciones, en 1888 el Gobierno del General Cáceres dispuso el funcionamiento de la Escuela Naval a bordo, para lo cual se tuvieron que efectuar algunas reformas en la distribución del compartimentaje interior, iniciándose las actividades académicas al año siguiente.

### Clausura de la Escuela Naval
Nueve años después, para ser más precisos en marzo de 1897, fue clausurada la Escuela Naval a bordo del Perú puesto que en aquel año, el gobierno unificó a la Escuela Militar y a la Escuela Naval bajo el nombre de “Escuela Militar Preparatoria y Naval”, trasladándola a la ciudad de Lima, en donde funcionó en un edificio ubicado en el fundo “Santa Sofía”, entonces el buque paso a órdenes de la Escuadra y en junio del mismo año, se le transfirió al Ministerio de Fomento para su conservación, cuidado y guardianía.

### Resurgimiento de la Escuela Naval
Habiendo observado las autoridades navales la ineficacia del establecimiento mixto naval y militar, el Gobierno ordenó su disolución por decreto supremo el 12 de junio de 1900, restableciendo la Escuela Naval a bordo del vapor Perú. Funcionando allí hasta 1907.

### Fin de su funcionamiento como Escuela Naval
En el 1 de julio de 1906 el jefe de la Misión Naval Francesa y director de la escuela naval, capitán de navío Paul de Marguerye, presentó un informe al gobierno en donde decía que el Perú no resultaba ser (por su antigüedad y limitaciones) la nave más adecuada para el funcionamiento de una escuela naval. Otros problemas importantes estaban dados por el reducido número de oficiales que dotaban al buque, lo que obligaba a que la enseñanza de muchos cursos y el servicio de guardia fueran asumidos por ellos, lo cual constituía una traba para la buena marcha de la escuela. Asimismo, con respecto a los profesores civiles, Marguerye manifestaba en su informe que ellos no mostraban empeño en el cumplimiento de sus obligaciones, en razón a que priorizaban sus actividades en tierra en oposición a sus deberes en la escuela, produciéndose, como consecuencia de ello, frecuentes cambios en el horario de dictado de clases.
En consideración al informe y a las recomendaciones de Marguerye, el Gobierno dispuso en 1907 el traslado de la escuela a bordo del Iquitos.

## Final
Finalmente, el vapor Perú, fue retirado del servicio de la Armada en 1909, siendo vendido para su desguace.